# ULF
ULF er en forkortelse for det engelske tekniske begreb ultra low frequency ("Ultra Lav Frekvens"). ULF er radiobølger i frekvensintervallet (fra men ikke med) 300 Hz – 3 kHz, der har følgende korresponderende bølgelængdeinterval i vakuum (fra men ikke med) 1000 km - 100 km.
| Fjernsyn | Spire Denne artikel om radio- og fjernsyns-teknologi er en spire som bør udbygges. Du er velkommen til at hjælpe Wikipedia ved at udvide den. |